# Ferdinand Baston de La Riboisière

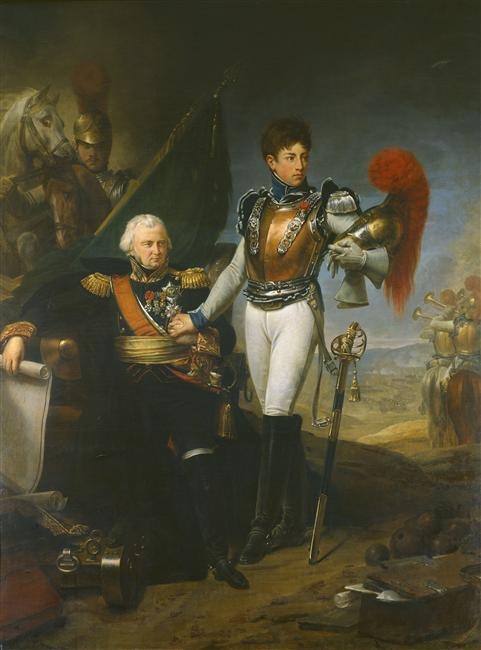
General Lariboisière und sein Sohn (Öl auf Leinwand, Antoine-Jean Gros, 1. Hälfte 19. Jhdt.)

Ferdinand Baston de La Riboisière oder Lariboisière (* 5. Oktober 1790 in Fougères; † 12. September 1812 in Russland) war ein französischer Kavallerieoffizier der Grande Armée.

## Leben
Bonaventure-Ferdinand Baston de La Riboisière war der jüngere Sohn des Artilleriegenerals Jean-Ambroise Baston, Graf von La Riboisière (1759–1812). Seine Mutter war Marie-Jeanne Le Beschu de La Raslaye (1760–1844).
Ferdinand wurde 1806 Page Napoleons am französischen Kaiserhof. 1808 war er als Soldat er in Spanien und 1809 in Deutschland. Als Leutnant in der 3. Kompanie des 1. Regiments Karabiniers (schwere Kavallerie) machte er den Russlandfeldzug 1812 mit. In der Schlacht von Borodino (7. September 1812) von einer Kugel getroffen, erlag er wenige Tage später seiner Verwundung. Vergeblich hatte sich der Leibchirurg des Kaisers, Alexandre-Urbain Yvan, um ihn bemüht.
Napoleon verlieh Lariboisière noch auf dem Schlachtfeld das Kreuz der Ehrenlegion. Louis-François Lejeune, General und Maler, verewigte die Szene in seinem Gemälde Bataille de la Moskowa, 7. septembre 1812 (1822, Versailles, musée national des châteaux de Versailles et de Trianon).
Sein Herz ruht, wie das seines ebenfalls beim Russlandfeldzug umgekommenen Vaters, in der Kapelle des Schlosses von Monthorin in Louvigné-du-Désert, dem 1807 erworbenen Wohnsitz seiner Familie.